# Carlos Rasch
Pour les articles homonymes, voir Rasch.
Œuvres principales
- Der blaue Planet (1963)
- Im Schatten der Tiefsee (1965)
- Magma am Himmel (1975)

Carlos Rasch, né le 6 avril 1932 à Curitiba au Brésil et mort le 7 janvier 2021 à Brieselang, est un romancier de science-fiction allemand, qui travaille principalement en Allemagne de l'Est avant la réunification allemande.

## Biographie
À l'âge de six ans, il déménage avec ses parents du Brésil en Allemagne et, en 1944, y grandit à Elbląg. En 1951, il devient reporter du Allgemeiner Deutscher Nachrichtendienst de la République démocratique allemande. En tant que journaliste, il commence à écrire. En 1965, il devient un écrivain à plein temps. En plus des romans, il est également l'auteur des pièces radiophoniques de science-fiction et coauteur de la série en treize parties Raumlotsen pour la télévision ouest-allemande. Malgré le pouvoir politique avec qui il est en disgrâce pendant une période, il obtient sa subsistance et écrit sous de pseudonymes.
Il a écrit pour la collection terra Nova.
Au milieu des années 1980, ses œuvres sont réédités. De 1990 jusqu'à sa retraite en 1997, il travaille pour le journal Märkische Allgemeine Zeitung à Potsdam.

## Adaptation cinématographique
Le réalisateur Gottfried Kolditz achète les droits d'adaptation du premier roman Asteroidenjäger (1961) pour en faire un film Signal, une aventure dans l'espace, sorti en 1970.

## Œuvres
- (de) Asteroidenjäger, 1961
- (de) Der blaue Planet, 1963
- (de) Der Untergang der Astronautic, 1963
- (de) Im Schatten der Tiefsee, 1965
- (de) Die Umkehr der Meridian, 1966
- (de) Das unirdische Raumschiff, 1967
- (de) Rekordflug im Jet-Orkan, 1970
- (de) Krakentang, 1972
- (de) Magma am Himmel, 1975
- (de) Vikonda, 1986